# 森脇竜雄
森脇 竜雄（もりわき たつお、1904年（明治37年）2月22日 - 1973年（昭和48年）3月25日）は、日本の造園家、作庭家。東京都の公園行政に携わる。日本造園学会会長などを歴任している。シアトル日本庭園などの作庭にも関わった。生物学者の森脇大五郎は弟。

## 略歴
- 1904年、山口県岩国市に生まれる[2]
- 第六高等学校卒業[2]
- 1927年、東京帝国大学農学部林学科卒業。本多静六に師事
- 1929年、東京帝国大学大学院林学修了。農学部林学科造林学第二講座助手
- 1931年、東京市公園課勤務
- 1949年、東京都建設局公園緑地部公園観光課長
- 1954年、東京都建設局公園緑地部長
- 1958年、第6回国際造園協会会議に日本代表として出席し、北米の都市公園事業視察
- 1959年、オリンピック東京大会組織委員会施設特別委員会委員
- 1960年、東京大学農学部非常勤講師併任
- 1971年、東京都を辞し、財団法人東京都公園協会常務理事、東京都公園審議会委員
- 1972年、東京都公園協会理事長、首都緑化推進委員会専門委員長

## 著書
- 『アメリカの公園めぐり』東京都公園協会, 1961年